# Piper mosaicum
Piper mosaicum är en pepparväxtart som beskrevs av J.A. Steyermark. Piper mosaicum ingår i släktet Piper och familjen pepparväxter. Inga underarter finns listade i Catalogue of Life.